# Antoni de Ferrer i Corriol
Antoni de Ferrer i (de) Corriol (Vic, 5 d'octubre de 1844 - Barcelona, juliol de 1909) va ser un arquitecte, pintor i col·leccionista català.

## Biografia
Era el fill petit d'una família nombrosa. El seu germà Valentí va ser capità d'infanteria. Un altre germà, Lluís Maria, va sobresortir com a advocat.
Va estudiar dret a Barcelona El 1869 va obtenir el títol de mestre d'obres.
Va participar en diverses iniciatives impulsades pel Cercle Literari de Vic, que durant uns anys (1865-1872) va tenir la seva seu a la casa de la família Ferrer i Corriol. Concretament, va intervenir en l'organització de l'exposició retrospectiva de 1868 i va aportar diverses peces de la seva propietat al Museu que va organitzar el Cercle (una majoria de les quals li van ser retornades el 1884)
L'any 1881 era el secretari de la junta de la secció de belles arts de l'Ateneu Barcelonès que presidia Antoni Gaudí
A Barcelona, va tenir el seu taller al carrer de Jonqueres.
Va ser professor de dibuix lineal i geomètric a l'Escola de Belles Arts de Barcelona (1883-1900)

## Arquitectura
És autor de diverses cases a Vic, La Garriga (Casa Joan Condal, 1904), Montcada i Reixac (Casa Obregon, 1885) o Barcelona (Gràcia i Sarrià). Sobresurt com a exemple destacat la Casa Ricart de Vic (1902)
Va presentar projectes d'arquitectura en diverses exposicions, per exemple en una organitzada pel Centre de mestres d'obres de Barcelona, el 1876. A l'Exposició Universal de Barcelona de 1888 (secció espanyola del Palau de Belles Arts) hi va aportar diversos projectes d'esglésies

## Pintura i col·leccionisme
Com a pintor, va ser deixeble de Josep Serra i Porson. Es va especialitzar en un tipus de pintura costumista, evocadora d'aspectes de la Catalunya rural tractats amb una visió decantada vers el tradicionalisme i l'anecdotisme. Els seus quadres (que normalment signava A. de Ferrer) van ser molt celebrats per les publicacions artístiques il·lustrades de l'època (vegeu, per exemple La Ilustració Catalana núm. 150, de 15.10.1886; núm. 160, de 15.3.1887; o núm. 299, de 31.12. 1892) 
Durant l'últim quart del segle xix va participar en diverses exposicions col·lectives a Barcelona, Olot i Madrid.
A Barcelona va participar en sengles exposicions organitzades per l'establiment d'art de Josep Monter (1873 i 1876). El desembre de 1884 consta la presència d'obra seva a la gran col·lectiva de belles arts organitzada per la Sala Parés. Així mateix, va estar present a les exposicions generals de belles arts organitzades per l'Ajuntament de Barcelona dels anys 1891, 1894 i 1896.
A Olot, va participar en les exposicions de belles arts organitzades pel Centre Artístic d'Olot els anys 1877, 1878, 1879, 1881 i 1883.
A Madrid, consta la seva participació en diverses exposicions nacionals de belles artsː 1881 (Episodi de la batalla del Bruc), 1884 (Les caramelles, festes populars de Catalunya a finals del segle XVIII), 1886 i 1887 (La parada).
Igualment, va ser un dels pintors convidats a la primera exposició de l'Acadèmia de Belles Arts de Sabadell (1882).
Sembla que també va concórrer a l'Exposició Internacional de Berlín (1891).
Arran de la seva mort es va organitzar una mostra retrospectiva de la seva obra pictòrica als salons d'art dels magatzems "El Siglo" de Barcelona
Va ser l'autor del retaule del santuari de Rocaprevera (1886).
Com a col·leccionista, a part de la ja esmentada contribució al Museu del Cercle Literari de Vic, va aportar obres de la seva propietat a sengles exposicions organitzades per l'Associació Artístico-Arqueològica Barcelonesaː la de 1878 (joies, miniatures i esmalts) i la de 1879 (indumentària i armes). A finals del segle xix una part de la seva col·lecció va ser adquirida i incorporada al Museu de la Història, antecedent dels Museus d'art de Barcelona. Es tractava d'una miscel·lània d'objectes que incloïa material arqueològic, pots de farmàcia, tèxtils, complements d'indumentària, indumentària civil i religiosa, armes, instruments musicals, un autògraf de Jaume Balmes, etc.